# Ferchau
FERCHAU GmbH es un proveedor alemán de servicios de ingeniería e informática. La compañía emplea ingenieros, técnicos, dibujantes técnicos y consultores de TI, que están disponibles para las empresas industriales para actividades de proyectos temporales.
La empresa familiar tiene más de 100 sucursales y ubicaciones en Alemania y da empleo a más de 8.100 personas. Las ventas en 2017 ascendieron a más de 660 millones de euros. La sede de la compañía se encuentra en Gummersbach, Upper-Berg (Alemania).

## Historia
Heinz Ferchau fundó la compañía en 1966 como empresa de ingeniería para servicios relacionados con la construcción. En 2004, se introdujo en el negocio de la aviación y la industria aeroespacial. En 2006, fundó el área comercial MARINE para centrarse en la ingeniería de construcción naval y tecnología offshore. En 2017, amplió su negocio fundando la división AUTOMOTIVE.
Está incluida en el ranking de las 25 mejores empresas alemanas para trabajar de acuerdo con el índice de satisfacción de sus empleados.

## Estructura
FERCHAU forma parte del Able Group. Sus oficinas centrales se encuentran en Gummersbach (Alemania), desde donde se lleva la gestión estratégica y comercial, de Recursos Humanos, Marketing, etc. En la actualidad (junio de 2018), los directores gerentes de FERCHAU Engineering son Frank Ferchau y Alexander Schulz. Los accionistas de la empresa familiar son Frank Ferchau y su hermana Sabine Schweizer (nacida Ferchau).
Su filial española dispone de oficinas en Madrid, Barcelona, Sevilla y Bilbao.

## Servicios y áreas comerciales
FERCHAU ofrece actualmente servicios en las siguientes áreas: 
- Construcción naval
- Ingeniería mecánica e industrial
- Ingeniería aeroespacial
- Ingeniería eléctrica
- Ingeniería automotriz
- Tecnologías de la Información

## Enlaces web
- Sitio web oficial

- Datos: Q1405002
- Multimedia: Ferchau / Q1405002